# Damatschawa

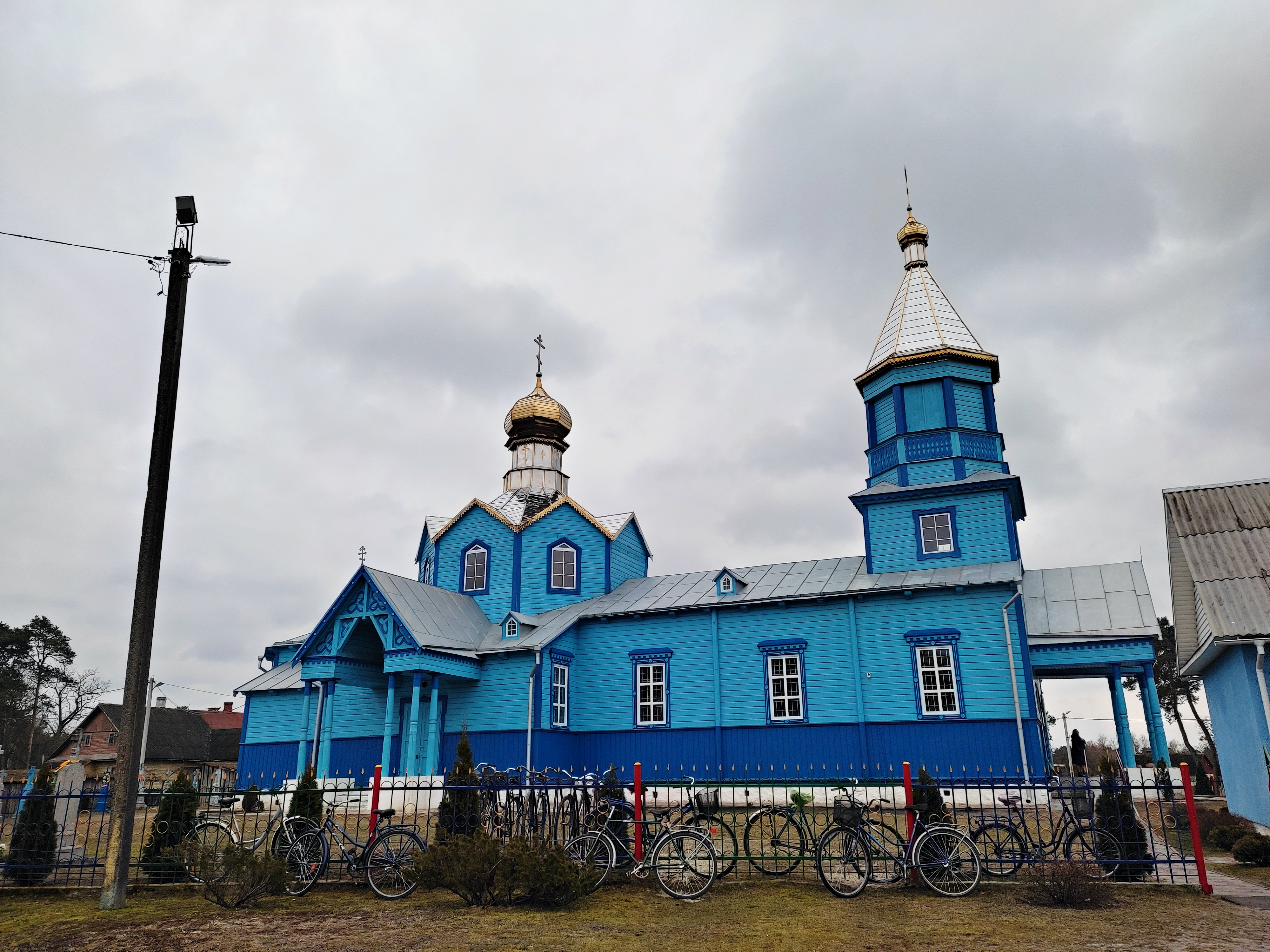
St.-Lukas-Kirche in Damatschawa

Damatschawa (belarussisch Дамачава Damačava, russisch Домачево Domačevo) ist eine Siedlung städtischen Typs im Rajon Brest in der Breszkaja Woblasz in Belarus. Damatschawa ist das Zentrum des Passawets Damatschawa – einer Verwaltungseinheit, die 14 Ortschaften umfasst. Damatschawa liegt etwa 52 Kilometer südlich von Brest an der polnischen Grenze und bildet eine der belarussischen Grenzübergangsstellen zu Polen. Da sich der Ort in der Grenzzone befindet, dürfen ihn Personen, die ihren Wohnsitz nicht in der Breszkaja Woblasz haben, nur mit einem Passierschein der Miliz besuchen. Im Jahre 2005 zählte Damatschawa 1.299 Einwohner.

## Geschichte
Im Jahr 1617 wurde im Gebiet zwischen Domatschawa und Slawatycze am Fluss Bug die erste evangelisch deutsche Kolonie Neudorf/Neubruch gegründet.
Im Jahre 1788 wurde eine hölzerne Kirche nebst Kapelle im damals zur Rzeczpospolita gehörenden Ort errichtet. Nach der Dritten Teilung Polens 1795 gehörte Damatschawa zu Russland, zunächst im Gouvernement Slonim, ab 1797 im Gouvernement Litauen und seit 1801 im Gouvernement Grodno. 1861 wurde ein Bauernaufstand vom Militär niedergeschlagen, 1863 eine Volksschule eröffnet. 
Für das Jahr 1886 ist neben der orthodoxen Kirche auch ein jüdisches Gebetshaus nachgewiesen. Ende des 19. Jahrhunderts fanden in Damatschawa zwei Mal jährlich Märkte statt, des Weiteren gab es 30 Ladengeschäfte und zwei Schankhäuser. Die orthodoxe St. Lukas-Holzkirche wurde 1905 an Stelle des alten Kirchenbaus errichtet. Nach dem polnisch-sowjetischen Krieg und dem Frieden von Riga kam Damatschawa 1921 für einige Jahre wieder unter polnische Herrschaft.
In den 1920er Jahren richtete eine jüdische Wohlfahrtsorganisation in mehreren Gebäuden, von denen nur zwei erhalten geblieben sind, in der ul. Nowikowa (so der heutige Name) ein Kinderheim ein. Auf Grundlage des Deutsch-sowjetischen Nichtangriffspaktes vom 24. August 1939 und infolge des sowjetischen Einmarsches nach Polen am 17. September 1939 geriet das westliche Belarus unter sowjetische Herrschaft. 1940 wurde der Ort mit seiner starken jüdischen Bevölkerungsmehrheit Zentrum des Rajons Damatschawa, der bis 1956 bestand. Damatschawa lag in einem Erholungsgebiet, wohin während der „polnischen Zeit“ viele Touristen anreisten.

## Deutsche Verbrechen während des Zweiten Weltkrieges
In Belarus ist Damatschawa bekannt, weil die deutschen Besatzer hier 54 Kinder eines Kinderheimes ermordeten. Weitgehend unbekannt hingegen ist die Ermordung praktisch der gesamten Einwohnerschaft des Ortes – von den 1940 hier lebenden 3.950 waren etwa 3.800 Juden.
1941 befanden sich viele aus dem Osten des Landes zum Aufbau der Sowjetmacht geschickte Kader in Damatschawa, diese wurden die ersten Opfer der Nazis, ihre Kinder wurden in das Heim gegeben.

### Ermordung der Juden des Ortes
Noch 1941 richteten die Deutschen ein Ghetto im Ort ein, in das auch die 15 jüdischen Kinder des Kinderheimes gebracht wurden. Im September 1942 wurden die Juden gezwungen, Massengräber ausheben. Anschließend wurden sie erschossen.  Polizei und Gestapo erschossen am 18. September 1942 1.900 Menschen. Insgesamt wurden 3.800 Einwohner des Ortes ermordet. Wegen Beteiligung an diesem Verbrechen wurde der Belarusse Anton Sawanjuk, der seit Mitte 1945 unter dem Namen Anthony Sawoniuk in England lebte, 1996 verhaftet und 1999 wegen Mordes an 16 Juden zu zweimal lebenslanger Haft verurteilt. Er starb 2005 im Gefängnis.

### Ermordung von 54 Heimkindern
1939 befanden sich ca. 100 Kinder im Kinderheim, nach dem kurzen polnisch-sowjetischen Krieg 1939 kamen weitere Waisen, zum Teil wurden Kinder aus dem Heim von örtlichen Bewohnern aufgenommen. Die sowjetische Verwaltung schickte die älteren Kinder zum Arbeiten oder Lernen.
Abends am 23. September 1942 kam ein LKW zum Kinderheim, der die Kinder angeblich zu einer medizinischen Untersuchung nach Brest bringen sollte. Die Erzieherin Polina Grocholskaja fuhr mit den Kindern mit. Die 54 Kinder und Grocholskaja mussten sich in der Nähe des wenige Kilometer nördlich von Damatschawa gelegenen Dorfes Dibiza im Wald entkleiden und wurden erschossen. Der Mord wurde von Bewohnern des Dorfes beobachtet. Die Namen der Verantwortlichen sowie der Mörder finden sich teilweise im Bericht der Untersuchungskommission.
Insgesamt vier Kinder entkamen den Mördern: Die neun Jahre alte (geb. 1933) Tosja Schachmetowa und der zwölfjährige Wiktor Abramow sprangen vom LKW, als die Bewachung abgelenkt war, und versteckten sich, Tosja lebte während des Krieges im Dorf Sławatycze auf der anderen Seite des Bug, wo sie nach der Befreiung von ihrem Vater gefunden wurde. Lucina Funk Kind eines wahrscheinlich von NKVD erschossenen polnischen Offiziers und einer Krankenschwester aus Brest, die bei den Kämpfen 1939 ums Leben gekommen war, ging gerade spazieren, als die anderen Kinder abgeholt wurden. Sie lebt in Gdańsk (Herbst 2007). Ein jüdisches Mädchen, Anja (nach anderen Angaben: Olga) Kowalerowa floh aus dem Ghetto und überlebte so. Zur Zeit der Erstellung des Berichtes der Untersuchungskommission befand sie sich „zur Erziehung“ („na vospitanii“) beim polnischen Priester Stanisław Nowak. Ihr weiteres Schicksal ist unbekannt. 
Als Grund für den Mord gilt in Belarus das deutsche Bestreben, überflüssige Esser loszuwerden, nachdem die Heimleitung Nahrungsmittel gefordert hatte. Neuere Quellenstudien haben dagegen ergeben, es sei ein Gebäude für einen volksdeutschen Kindergarten benötigt worden, als Volksdeutsche wegen wachsender Partisanengefahr in geschlossene Siedlungen übersiedeln sollten. Die Kinder seien „dem SD übergeben“ worden.

### Gedenken

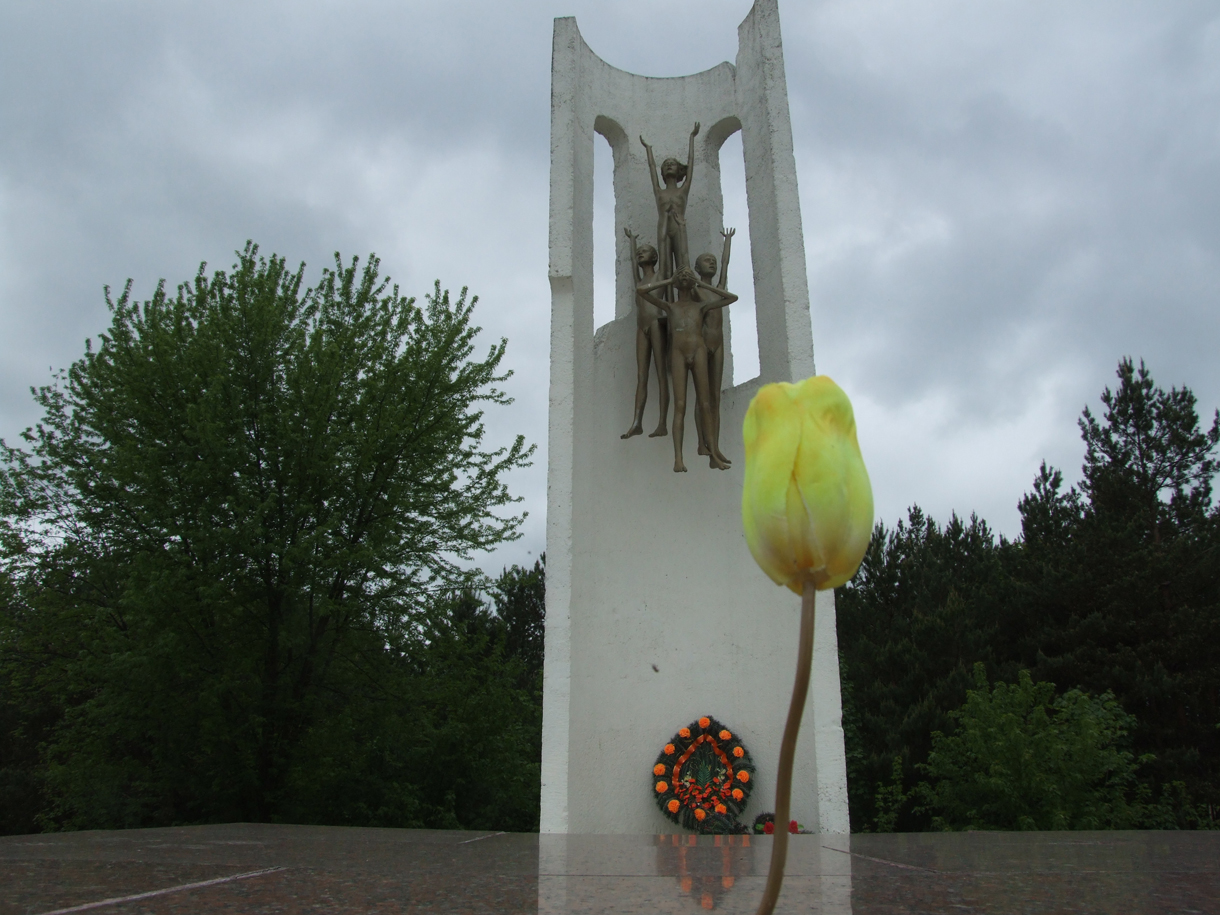
Denkmal für die 54 ermordeten Heimkinder nahe dem Dorf Leplewka an der Straße nach Damatschawa.

An die ermordeten Juden erinnert ein Denkmal auf dem Friedhof in Damatschawa. Das 1956 errichtete sowjetische Denkmal erwähnte nicht den jüdischen Hintergrund der Toten, wurde aber nach dem Zerfall der Sowjetunion durch Marmortafeln ergänzt, die die Namen einiger Dutzend Opfer tragen und erklären, deß es sich bei den Toten um Häftlinge des jüdischen Ghettos handelt.
Im Gedenken an die ermordeten Heimkinder wurde 1956/57 ein erstes Denkmal an der nach Damatschawa führenden Hauptstraße errichtet, das 1987 durch das Denkmal des Künstlers A. Soljatyzki „Protest“ ersetzt wurde. Das eindrucksvolle Monument zeigt vier nackte, verzweifelte, praktisch in der Luft schwebende Kinder. 
Am Orte der Erschießung im Wald nahe dem Dorf Dubiza ersetzte 2005 ein neues Denkmal eine ältere Einrichtung. Den Wettbewerb, der für die Gestaltung des Denkmals ausgeschrieben worden war, gewann eine 15-jährige Schülerin der örtlichen Schule. Es trägt neben der Information über den Ort auch die Namen und das Alter der 30 namentlich bekannten erschossenen Kinder. Ohne ortskundige Führung ist dieses Denkmal, zu dem ein Waldweg führt, kaum zu finden.
Zwei der einst vom Kinderheim genutzten Gebäude sind bis in die Gegenwart erhalten geblieben und dienen heute als Wohnhäuser. Hier gibt es allerdings keinerlei Gedenktafeln.
In Damatschawa erinnern zwei weitere Denkmäler an die Zeit des Zweiten Weltkrieges: Ein 1951 auf dem Grab von 77 sowjetischen Soldaten aufgestellter Obelisk und die Skulptur eines Soldaten mit Maschinenpistole sind den im Juli 1944 Gefallenen Rotarmisten gewidmet (ul. Kommunistitscheskaja). Im Gedenken an Aleksej Aleksandrovitsch Nowikow, der in einer hohlen Eiche versteckt den am 22. Juni 1941 angreifenden Deutschen empfindliche Verluste zugefügt haben soll, bevor er am 23. Juni getötet wurde, hängt seit 1983 am Gebäude des Supermarktes eine Gedenktafel.

## Wirtschaft, Kultur und Soziales

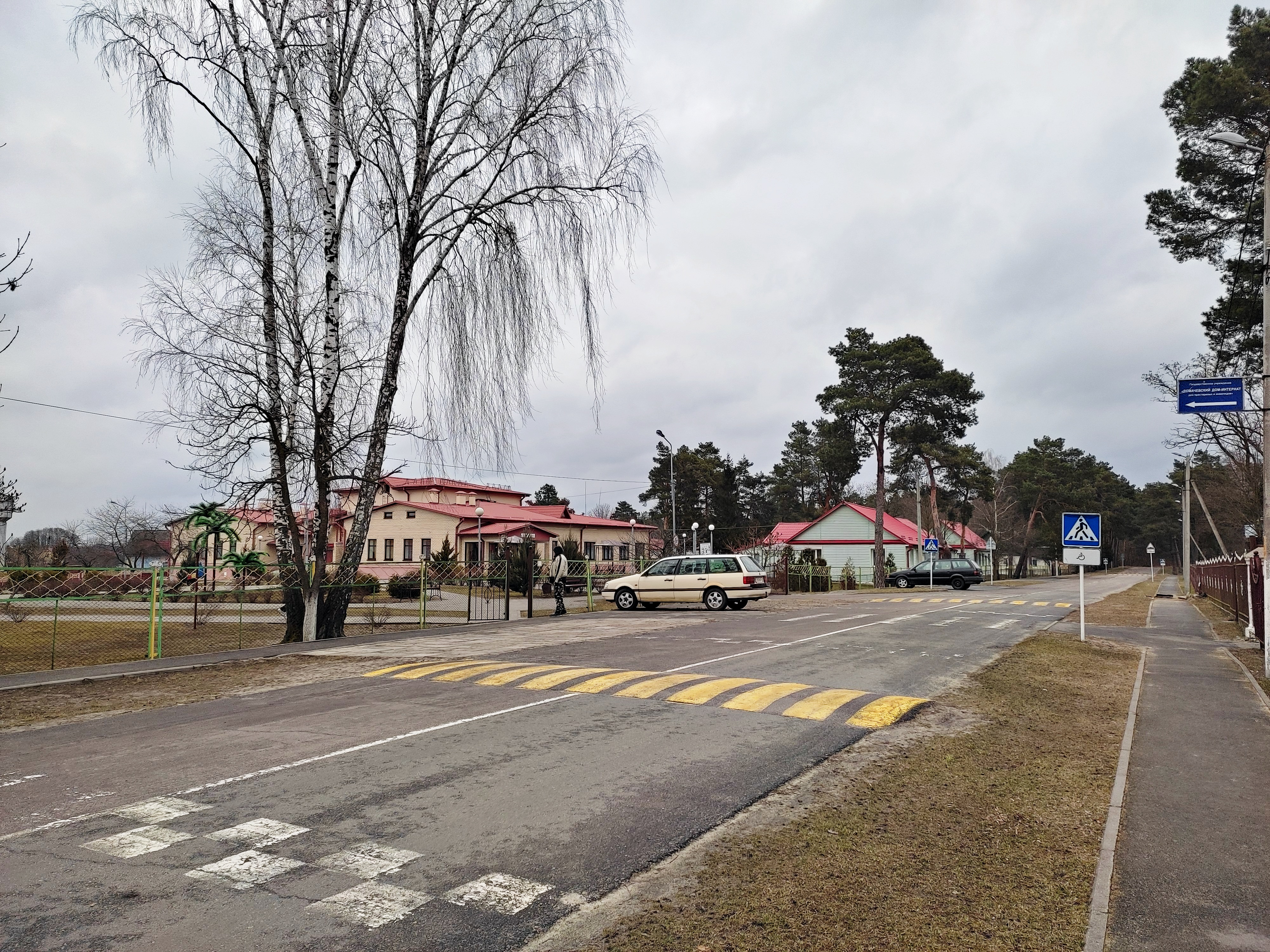
Alten- und Invalidenheim

Aufgrund der waldigen Umgebung wird in und um Damatschawa Forstwirtschaft betrieben. Im Ort ist ein Möbelbetrieb tätig, darüber hinaus gibt es eine Mühle sowie eine Brotfabrik. Damatschawa verfügt über einen Kindergarten, eine Mittelschule, eine Bibliothek, ein „Haus der Kultur“ und ein Kino. Der Bevölkerung stehen ein kleineres Krankenhaus, Sanatorien sowie ein Alten- und Invalidenheim zur Verfügung.

## Verkehr
Aus Brest fahren Dieselzüge nach Damachawa (Richtung Tamaschouka), die regelmäßig von Angehörigen der Grenztruppen überprüft werden, sowie Linientaxen. Für den Erwerb von Fahrscheinen durch Ausländer ist die Vorlage der polizeilichen Erlaubnis zum Betreten des Gebietes erforderlich.

## Bevölkerungsentwicklung
- 1860 – 1.104
- 1876 – 1.789
- 1886 – 636
- 1897 – 1.029
- 1905 – 1.163
- 1921 – 1.504
- 1940 – 3.950
- 1959 – 4.266
- 2005 – 1.299[22]